# Locmiquélic

Locmiquélic este o comună în departamentul Morbihan, Franța. În 1 ianuarie 2022 avea o populație de 4.094 de locuitori.